# استخلاص فينول-كلوروفورم
استخلاص فينول-كلوروفورم هي تقنية استخلاص سائل-سائل في علم الأحياء الجزيئي تُستخدم لفصل الأحماض النووية عن البروتينات والليبيدات.

## العملية
تُخلط العينات المائية، الخلايا المنحلة والنسيج المتجانس مع أحجام متساوية من خليط الفينول والكلوروفورم، بعد الخلط يتم تعريض الخليط لعملية الطرد المركزي لتتشكل طبقتين متميزتين، وذلك لأن خليط الفينول والكلوروفورم غير قابل للامتزاج مع الماء. تكون الطبقة المائية بالأعلى لأنها أقل كثافة من الطبقة العضوية. البروتينات والليبيدات الكارهة للماء تكون أسفل الطبقة العضوية في حين تبقى الأحماض النووية (وكذلك بعض الملوثات مثل الأملاح، السكريات ...) في أعلى الطبقة المائية. يتم سحب الطبقة المائية باستخدام ممص مع تجنب سحب جزء من الطبقة العضوية أو أي مادة على السطح. يتم إجراء هذه العملية في العادة مرات عديدة لزيادة نقاوة الدنا.
إن كان الخليط حمضيا، سيترسب الدنا إلى الطبقة العضوية بينما يبقى الرنا في الطبقة المائية لكون الدنا أكثر سهولة في تحييد شحناته من الرنا.